# Pusula pediculus
Pusula pediculus là một loài ốc biển nhỏ, là động vật thân mềm chân bụng sống ở biển trong họ Triviidae.

## Miêu tả
Chiều dài tối đa của vỏ ốc được ghi nhận là 22 mm.

## Môi trường sống
Độ sâu tối thiểu được ghi nhận là 0 m. Độ sâu tối đa được ghi nhận là 129 m.